# Il presidente del Borgorosso Football Club
Il presidente del Borgorosso Football Club es una película de comedia a la italiana de 1970, dirigida por Luigi Filippo D'Amico y protagonizada por Alberto Sordi. La película cuenta además con la actuación de Tina Lattanzi, Margarita Lozano y la actuación especial del futbolista ítalo-argentino Omar Sívori.
La mayor parte de la película fue filmada en Bagnacavallo, Lugo y Roma. Además se utilizó el estadio del Molinella Reno F.C. 1911.

## Argumento
Benito Fornaciari (Alberto Sordi) es un solterón criado por su madre (Tina Lattanzi), después de que ella abandonase a su padre. Benito ha vivido toda su vida en Roma, trabajando como bibliotecario en el Vaticano, listo para casarse con Erminia, su eterna prometida (Margarita Lozano). Sin embargo, la repentina enfermedad de su padre Líbero lo hará volver a su Borgorosso natal. Allí conocerá a su padre y el club de sus amores, el Borgorosso Football Club, un equipo de fútbol de Romaña recién ascendido a la Serie D. Pese a su inicial desinterés y mal manejo del equipo, que provoca una revuelta popular, Benito empezará a contagiarse del entusiasmo por el fútbol, que le era desconocido, transformándose en presidente del club y haciéndolo todo para seguir contando con el favor de las masas.

## Reparto
- Alberto Sordi : Benito Fornaciari-Valli; Libero Fornaciari-Valli
- Tina Lattanzi : Amelia Fornaciari
- Margarita Lozano : Erminia
- Daniele Vargas : Don Regazzoni
- Franco Accatino : Celestino Guardavaccaro
- Carlo Taranto : entrenador peruano José Buonservizi
- Dante Cleri : contador Quintino Braglia
- Rino Cavalcanti: alcalde Bulgarelli
- Elena Pedemonte : Sra. Guardavaccaro
- Rosita Toros : esposa del jugador Zanon
- Carla Mancini : esposa de uno de los jugadores
- Omar Sívori : como él mismo
- Giuliano Todeschini : farmacéutico
- Edgardo Siroli : Scipione el barman
- Francesco Sormano : Monseñor Montanari
- Teodoro Corrà : médico deportivo de Sarenti
- Aldo Bet : él mismo
- Giorgio Ghezzi : él mismo

## En la cultura popular
Un equipo de fútbol llamado Borgorosso Football Club 1919 se fundó para conmemorar la película. Fue presentado el 11 de noviembre de 2006, compitiendo en la temporada 2006/2007 en la novena y última división italiana.